# 口裂け女2
『口裂け女2』（くちさけおんなツー）は、2008年3月22日に公開されたホラー映画で前作『口裂け女』の続編。R-15指定。
続編ではあるが本作は「一人の普通の少女が口裂け女となるまでの物語」をメインに描いているなど前作との関連性は薄いものとなっている。またホラーに加え重い人間ドラマ部分とサスペンス要素が強調されたシリアスな内容となっている。

## ストーリー
1978年、岐阜県で養鶏業者を営む沢田家は幸せの絶頂にいた。父・光三が経営する養鶏業は順調そのもの、長女・幸子は結婚間近、次女・ 雪枝は子供の頃からの夢だった美容師の夢を叶え、三女・真弓は高校の陸上部で活躍の上、卒業を控えた部活の先輩への恋心を募らせていた。
そして、幸子の結婚式当日、結婚前に付き合っていた父の一番の取引相手の鈴木正彦を庭で見かけたがすぐに鈴木の姿は消え、安心したまま結婚式を続けた。結婚式後、家を出る幸子に部屋を譲ってもらうよう交渉した真弓は自身の部屋を持つようになる。
しかしその数日後、鈴木が自分を裏切った幸子への復讐をしに家に忍び込み、幸子の寝室に寝ている真弓の顔に硫酸をかけてしまうという惨劇が起こる。鈴木は更に止めに入った母を殺害して、光三に射殺される。
真弓は硫酸を顔にかぶって重傷を負い、「現代の医学ではこれが限界」と包帯が欠かせない顔になってしまった。それを機に町では噂が広がり、真弓は疎外感を持ち、正当防衛とはいえ唯一にして最大の顧客を失って養鶏場は立ち行かなくなり、沢田家は一転不幸のどん底に転落する。
そして、その不幸に追い討ちをかけるような出来事が起こる…。

## キャスト
- 沢田真弓（飛鳥凛）
- 沢田幸子（川村ゆきえ）
- 沢田雪枝（岩佐真悠子）
- 沢田春子（橘ゆかり）
- 森山誠二 (真山明大)
- 鈴木正彦 (谷口賢志)
- 小島健二 (草野康太)
- 村岡順子 (林未紀)
- 山本かおる (Erina)
- 吉沢希実子 (西本はるか)
- 池田 (布施紀行)
- 八千草恵子 (中村優)
- 田中 (倉内沙莉)
- 井岡明美 (城間恵子)
- 森山初江 (高橋いづみ)
- アナウンサー (大塚和彦)
- レイコ (上村弘樹)
- 根元昌平（中野英雄）
- 沢田光三（斎藤洋介）
- 女子生徒（葉月あい、安藤成子、入船加澄実、吉木りさ、春野恵、麻亜里、熊谷知花、南花実、小鷹こるり、勝乗恵美、石井琴里、冨尾光里）

## スタッフ
※出演者は右記のテンプレートを参照。
- 監督：寺内康太郎
- 脚本：寺内康太郎、佐上佳嗣
- 音楽：佐藤鷹
- 主題歌：飛鳥凛「醒めない夢」
- ヘアメイク：本内望
- 特殊メイク・造形：藤原カクセイ
- VFX：佐上佳嗣
- 撮影：大沢佳子
- 編集：福井鶴
- 美術：嵩村裕司
- 衣装：村島恵子、手塚勇
- 録音：瀬谷満
- 照明：小川大介
- 助監督：菅原丈雄
- 製作担当：島根淳
- ロケ協力：富士の国やまなしフィルムコミッション、甲府市、韮崎市、笛吹市、甲州市、北杜市、甲府商工会議所、山梨交通　ほか
- 企画：原田学、岡本圭三
- プロデューサー：上野境介、金子将之、永田守、小野寺直樹、村田亮、山田俊輔
- 製作：Gold Roger L.L.P（ジョリー・ロジャー/KPG）、角川映画、TCエンタテインメント
- 製作プロダクション：トルネード・フィルム
- 製作協力：アールグレイフィルム
- 配給：ジョリー・ロジャー

## キャッチコピー
- 1978年5月18日 岐阜県で起こった連続殺人事件。
- 死者13名、負傷者52名　凶器 ハサミ―。